# Pasikovci
Pasikovci is een plaats in de gemeente Brestovac in de Kroatische provincie Požega-Slavonië. De plaats telt 18 inwoners (2001).